# Страдания юного Вертера
«Страда́ния молодо́го Ве́ртера» (нем. Die Leiden des jungen Werthers — в первых изданиях и нем. Die Leiden des jungen Werther — в современных) — сентиментальный роман в письмах Иоганна Вольфганга Гёте 1774 года. В романе на фоне картины немецкой действительности отражены драматические личные переживания героя.

## История
Роман «Страдания юного Вертера» стал вторым литературным успехом Гёте после драмы «Гёц фон Берлихинген». Как драму, так и роман в письмах относят к направлению «Буря и натиск». «Страдания юного Вертера» носят в некоторой степени автобиографический характер, в нём в вольной интерпретации Гёте рассказал о своей платонической любви к Шарлотте Буфф. Гёте познакомился с ней во время прохождения практики в имперском камеральном суде Вецлара летом 1772 года. Мотив трагического исхода любовной истории, суицида Вертера Гёте навеяла смерть его друга Карла Вильгельма Иерузалема, страдавшего от любви к замужней женщине. Литературный образ Лотты обязан своим появлением другой знакомой Гёте того времени — Максимилиане фон Ларош, с которой он познакомился в Зиндлингене.
Первое издание романа вышло осенью 1774 года к Лейпцигской книжной ярмарке и сразу стало бестселлером. Переработанное издание вышло в 1787 году. Роман подарил Гёте славу во всей Германии. Ни одно из сочинений Гёте не было прочитано стольким количеством современников.
Распространение романа вызвало в Европе волну подражающих самоубийств, что впоследствии было названо эффектом Вертера. Этот эффект был так силен, что в ряде государств власти запретили распространение книги. Французская писательница мадам де Сталь иронизировала по этому поводу: «Вертер повлёк за собой больше самоубийств, чем самая прекрасная женщина». Наполеон носил этот роман с собой в египетском походе, о чём он сообщил Гёте при личной встрече с ним в Эрфурте (1808).
«Страдания Вертера» вдохновили немецкого писателя Иоганна Мартина Миллера на написание романа «Siegwart, eine Klostergeschichte», который был опубликован двумя годами позже; по словам Ф. Ф. Фидлера, современники зачитывались им не менее, чем «Вертером».

## Образ Вертера в произведениях других авторов
Генрих Гейне противопоставил Вертеру борца за свободу:
Певец Германии! Народу

Воспой германскую свободу,

Душою нашей овладей!

Как звуком марша боевого,

Сзывай для подвига благого —

Могучей песнею своей.

Не хнычь, как Вертер, целью жизни

Шарлотту сделавший! В отчизне

Всё то, что колокол вмещал —

Провозгласи перед толпою,

И речь твоя пускай собою

Разит, сверкая, как кинжал!
Оригинальный текст (нем.)Deutscher Sänger! sing’ und preise

Deutsche Freiheit, daß dein Lied

Unsrer Seelen sich bemeistre

Und zu Thaten uns begeistre,

In Marseillerhymnenweise.

Girre nicht mehr wie ein Werther,

Welcher nur für Lotten glüht –

Was die Glocke hat geschlagen

Sollst du deinem Volke sagen,

Rede Dolche, rede Schwerter!
— Генрих Гейне, «Певец Германии! Народу…»
(нем. Die Tendenz — Тенденция),
перевод О. Н. Чюминой